# 三田マダン
三田マダン（さんだマダン）とは、兵庫県三田市で行われる国際交流を目的とした市民祭り。
兵庫県三田市では、おおよそ市民100人に1人が外国籍の住民である。
民族的な偏見や差別の問題、外国人市民がかかえているさまざまな問題などの現状を把握し､その解決を図っていくことが目的。民俗や文化の違いを認め合い、外国人市民と日本人市民とが地域で共に生きる多文化共生のまちづくりを目指し、市民交流事業として開催。「三田マダン実行委員会」が主催している。第1回は、2006年5月21日に三田市役所で開催され、その後、1～3年に1回、同市役所で開催されている。
第2回三田マダンは、2007年5月13日に開催。第3回三田マダンは当初2009年開催が予定されていたが、新型インフルエンザ流行などの影響で延期になり、2010年5月30日に三田市役所駐車場広場で開催された。第4回三田マダンは2012年5月27日に三田市役所駐車場広場で開催。第5回三田マダンは2014年5月25日に旧三田市役所駐車場広場が新庁舎建設で利用できなくなったため、市役所隣接の三田市総合文化センター郷の音ホール駐車場広場にて開催された。